# Lucas Papademos
Lucas Demetrios Papademos (em grego:  Λουκάς Παπαδήμος, Atenas, 11 de outubro de 1947) é um economista grego, ex-primeiro-ministro do seu país. É doutorado em economia pelo Instituto Tecnológico de Massachusetts (1977).
Entre 2002 e 2010 foi vice-presidente do Banco Central Europeu, sucedendo a Christian Noyer e sendo sucedido por Vítor Constâncio.
É membro da Comissão Trilateral desde 1998.
É ainda membro da Academia de Atenas e professor de economia na Universidade de Atenas.
No início de novembro de 2011 o seu nome foi ventilado como substituto do primeiro-ministro Geórgios Papandréu, que provocou sérias convulsões nos mercados ao anunciar que submeteria a referendo a aceitação ou rejeição do segundo plano de resgate proposto pela cimeira da União Europeia, BCE e FMI, de perdão de 50% da dívida grega em troca de cortes de apoios sociais e privatizações. Em 10 de novembro de 2011 foi nomeado primeiro-ministro, com tomada de posse no dia 11 de novembro.